# Peter Kaiser (Mediziner, 1932)
Martin Hans Peter Kaiser (* 4. August 1932 in Arnswalde) ist ein deutscher Humangenetiker und Gynäkologe, sowie ehemaliger Professor für medizinische Genetik in Marburg und Tübingen und Vizepräsident der Universität Tübingen.

## Leben
Peter Kaiser ist das zweite von insgesamt vier Kindern des Katasterdirektors Felix Kaiser und seiner Ehefrau Ellen, geb. Gebigke. Ab 1938 besuchte er die Grund- bzw. Oberschule in Arnswalde und – nach kriegsbedingter Flucht im Februar 1945 – in Altenburg/Thüringen. 1950 legte er dort seine Abiturprüfung ab. Danach war er Maurerumschüler (Gesellenprüfung 1951) und Hilfskrankenpfleger in konfessionellen Krankenhäusern in Altenburg und Leipzig.
1952 begann er ein Medizinstudium in Leipzig, das er 1957 mit Staatsexamen und Promotion bei Robert Schröder abschloss. Ab 1958 arbeitete er als Pflichtassistent am Bergarbeiterkrankenhaus in Senftenberg und als Allgemeinarzt in der Betriebspoliklinik Großräschen. 1962 wechselte er nach Ost-Berlin an das Pathologische Institut des Krankenhauses im Friedrichshain. 1963 heiratete er die spätere Zahnärztin Barbara Kaiser geborene Schlodder.
1965 wurde Kaiser Assistent der Frauenklinik des Krankenhauses im Friedrichshain, war ab 1968 Facharzt für Gynäkologie und Geburtshilfe und ab 1971 Oberarzt an der gleichen Klinik. Neben der Routinetätigkeit in Klinik und Kreißsaal führte er die zytologische Cervixdiagnostik durch und war als Lehrassistent für die Ausbildung der Medizinstudenten zuständig. Wissenschaftliche Schwerpunkte waren neben allgemeinen gynäkologisch/geburtshilflichen Fragen, das Zervixkarzinom und seine Vor- und Frühstufen. In dem Bestreben, die zytologische und histologische Diagnostik des Zervixkarzinoms zu präzisieren, etablierte er ab 1968 in der Frauenklinik Friedrichshain ein Labor zur damals neuen Methode der Chromosomenanalyse – mit theoretischer Unterstützung von Regine Witkowski. Diese Methode – so war die Überlegung – könnte darüber hinaus zur kausalen Abklärung von Fehlbildungen und anderen Erkrankungen vornehmlich bei Neugeborenen oder auch pränatal eingesetzt werden. Zusammen mit Kollegen der Klinik entwickelte er in dieser Zeit ein Programm zur Prävention des Gebärmutterhalskrebses für den Bezirk Friedrichshain/Berlin. Die schriftliche Vorstellung dieses Programms beim „Generalsekretär des ZK der SED“ stieß auf Unverständnis besonders der Gesamt-Krankenhausleitung und führte zu disziplinarischen Maßnahmen gegen einen der Mitautoren.
1973 gelang ihm mit seiner Familie die Flucht in die Bundesrepublik Deutschland, ein Anlass, auch seinen bisherigen beruflichen Schwerpunkt zu verändern: Ab Oktober 1973 übernahm er die Leitung des ein Jahr zuvor gestarteten Modellversuches zur Etablierung einer Genetischen Poliklinik am Institut für Humangenetik der Medizinischen Fakultät der Philipps-Universität Marburg. An der Genetischen Poliklinik sollten die schnell wachsenden genetischen Erkenntnisse und diagnostischen Möglichkeiten, einschließlich zytogenetischer und biochemischer Methoden, dem Patienten und behandelnden Arzt direkt zugänglich gemacht werden. Kaiser war damit der erste Gynäkologe in Deutschland, der sich hauptamtlich dem neuen Fach „Klinische Genetik“ zugewandt hatte.
Zusammen mit der Universitätsfrauenklinik erfolgte im Rahmen eines bundesweiten Programms mehrerer deutscher Universitäten in diesen Jahren der Aufbau der Marburger Pränataldiagnostik mit den neuen Methoden der Amniozentese und Chorionbiopsie mit den entsprechenden Zellkulturen. Daneben galt sein wissenschaftliches Interesse Chromosomenaberrationen, ganz speziell perizentrischen Inversionen. Ein letztes Projekt in Marburg, finanziert vom Bundesministerium für Jugend, Familie und Gesundheit, legte den Grundstein für eine Automatisation der Chromosomenanalyse der vordigitalen Ära. 1979 erhielt er die von der Bundesärztekammer neu geschaffene ärztliche Zusatzbezeichnung „Medizinische Genetik“. 1979 erfolgte die Habilitation für das Fach Humangenetik und die Ernennung zum Privatdozent und 1985 zum Professor.
Von 1983 bis 1986 fungierte er infolge einer schweren Erkrankung des Institutsdirektors kommissarisch als Direktor mit allen Aufgaben des „Instituts für Humangenetik mit Genetischer Poliklinik der Universität Marburg“ in Lehre, Patientenversorgung und Forschung. 1987 folgte er einem Ruf als Professor für Klinische Genetik und ärztlicher Direktor der Abteilung für Klinische Genetik am Institut für Anthropologie und Humangenetik der Eberhard-Karls-Universität Tübingen an der Medizinischen Fakultät und wurde gleichzeitig von der Biologischen Fakultät kooptiert. Diese Abteilung war wahrscheinlich die älteste dieser Art in Deutschland, genehmigt (per Erlass aus Stuttgart) 1966 und seit 1968 geleitet von Walter F. Haberlandt, der 1986 in den Ruhestand ging.
1995 wurde Kaiser mit der offiziellen Einführung des neuen Fachgebietes durch die Bundesärztekammer (vermutlich der älteste neu ernannte) Facharzt für Humangenetik. Er hatte als Leiter der Abteilung Medizinische Genetik die Befugnis zur vollen Weiterbildung und war Mitglied im Ausschuss „Ärztliche Weiterbildung“ der Landesärztekammer Baden-Württemberg. Jahrelang arbeitete er in den Vorläufern des jetzigen „Internationalen Zentrum für Ethik in den Wissenschaften“ der Universität Tübingen mit.
Ab 1982 hatte er mehrere Funktionen in der universitären Selbstverwaltung der Universitäten Marburg und Tübingen (Konvent, Baubeauftragter, Senat, Verwaltungsrat). Von 1995 bis 1997 war er Vizepräsident (Prorektor) der Eberhard-Karls-Universität Tübingen. Zum Wintersemester 2001 wurde er in den Altersruhestand versetzt.

## Wissenschaftliche Publikationen (Auswahl)
- mit H. Randow: Die Heilungsergebnisse des Collumcarcinoms in den Jahren von 1953 bis 1961. Zbl. Gynäk. 89. Jrg. (1967), S. 1793–1800.
- mit H. Randow: Zur Frage der Heilungserwartung des Mikrocollumcarcinoms; Geburtshilfe und Frauenheilkunde 1968, S. 453–461.
- mit L. Moltz und E. Buchmann: Klinische Erfahrungen einer 15-jährigen intensiven H III (ca. in situ) – Suche und –Therapie. Dtsches. Ges.wesen 25. Jrg. (1970) S. 2282–2284.
- mit L. Moltz: Arbeitsstudie zur Organisation der Erfassung und Behandlung von Vorstufen des Gebärmutterhalskrebses.
  - Teil I Zschr. ärztl. Fortbildung 67. Jrg. (1972) S. 92–95.
  - Teil II Zschr. ärztl. Fortbildung 67. Jrg. (1972) S. 206–207.
- Die Praxis der Genetischen Beratung in Erbkrankheiten: Risiko und Verhütung. Herausg. G. G. Wendt, Med. Verlagsgesellschaft mbH, Marburg, 1975, 145 – 156
- mit E. Bautz, M. Kohlhaas, F. Rauh, G. Schreiber und F. Vogel: Der Untertan nach Maß – Können und dürfen wir Erbgut manipulieren? Eine Diskussion über Genetik und Gesellschaft. Seewald Verlag, Stuttgart, 1975
- 5 Jahre Genetische Poliklinik in Marburg – praktische Erfahrungen der genetischen Beratung. In „Primäre Prävention“ Hrsg. W. Grote, K. Hartung, G. G. Wendt, Medizinische Verlagsgesellschaft mbH, Marburg, 1978
- Pericentrische Inversionen menschlicher Chromosomen (Band VI der Reihe Topics in Human Genetics). Hersg. von P. E. Becker, W. Lenz, F. Vogel, G. G. Wendt, Thieme Verlag, Stuttgart, 1980
- Pericentric inversions, Problems and significance for clinical genetics. Hum Genet (1984) 68: 1 – 47
- Pericentric Inversions: Their problems and clinical significance. In: The cytogenetic of mammalian autosomal rearrangements. S. 163–247. Art Daniel (Ed.) 1988, Alan R. Liss, New York, Inc. Progress and Topics in Cytogenetics Volume 8
- mit P. Steuernagel und J. Schwuchow: Automatisation der Chromosomenuntersuchungen im Rahmen genetischer Beratung; Möglichkeiten ihrer Automatisation und der Bericht über die Entwicklung und Erprobung eines Bildanalysesystems zur Metaphasensuche und -auswertung. Bundesgesundheitsblatt 28, Nr. 10 / 1985, 301
- Genetische Ursachen spontaner Aborte. In: H.R. Tinneberg, A. Hirsch (Hrsg.): Die gestörte Frühschwangerschaft. Georg Thieme Verlag, Stuttgart/New York, 1990
- mit R. Keller und H. L. Günther: Embryonenschutzgesetz. Verlag W. Kohlhammer, Stuttgart/Berlin/Köln
- mit J. Murken (Hrsg.): Was man über genetische Beratung und pränatale Diagnostik wissen sollte. Deutsches Grünes Kreuz, Marburg
- Genetische Grundlagen der Fortpflanzung, Pathomechanismen und pränatale Diagnostik. In: Moderne Fortpflanzungsmedizin. Hrsg. H.R. Tinneberg und Ch. Ottmar, G. Thieme Verlag, Stuttgart / New York 1995
- Günther, Taupitz/Kaiser (2008): Embryonenschutzgesetz Juristischer Kommentar mit medizinisch-naturwissenschaftlichen Einführungen. Verlag W. Kohlhammer Stuttgart (Zweite Auflage = Erste Auflage mit Taupitz)
- Günther, Taupitz/Kaiser (2014): Embryonenschutzgesetz – Juristischer Kommentar mit medizinisch-naturwissenschaftlichen Grundlagen. Verlag W. Kohlhammer Stuttgart (Dritte Auflage = Zweite Auflage mit Taupitz)